# 도야마 대학
도야마 대학(일본어: 富山大学 도야마다이가쿠[*])은 일본의 국립 대학이다. 대학 본부는 도야마현 도야마시에 있다.

## 연혁
도야마 대학은 1949년에 도야마 약학 전문학교(富山藥學專門學校), 도야마 사범학교(富山師範學校), 도야마 청년 사범학교(富山靑年師範學校), 도야마 고등학교(富山高等學校), 다카오카 공업 전문학교(高岡工業專門學校)를
통합해 설립되었다.
1975년에 약학부가 분리되어, 도야마 의과약과대학(富山醫科藥科大學)이 설치되었다. 2005년에 (구) 도야마 대학, 도야마 의과약과대학, 다카오카 단기대학(高岡短期大學)을 통합해 새 도야마 대학이 발족했다.
- 1949년 : (구) 도야마 대학 발족 (학부: 문리학부, 교육학부, 약학부, 공학부).
- 1953년 : 경제학부를 설치.
- 1957년 : 경제학부가 고후쿠(五福) 캠퍼스로 이전.
- 1962년 : 문리학부가 고후쿠 캠퍼스로 이전.
- 1974년 : 와캉야쿠(和漢藥) 연구소 설치.
  - 와캉야쿠: 와야쿠(和藥: 일본의 전통적인 약)와 캉야쿠(漢藥(한약): 중국의 전통적인 약)
- 1975년 : 약학부가 분리 (도야마 의과약과대학 약학부가 됨).
- 1977년 : 문리학부를 개조: 인문학부, 이학부.
- 1985년 : 공학부가 고후쿠 캠퍼스로 이전.
- 2005년 : 새 도야마 대학 발족.
  - 예술문화학부를 설치. 교육학부를 인간발달과학부로 개명.

이하, (구) 도야마 대학에 통합된 구 학교들의 연혁이다.
도야마 약학 전문학교의 기원은 1893년에 도야마시와 제약회사들의 기부로 설립된 교리쓰(共立/공동설립) 도야마 약학교(富山藥學校)이다.
- 1893년 8월 : 교리쓰 도야마 약학교 설립 인가 (1894년 2월 개교).
- 1897년 : 도야마 시립 약학교로 개칭.
- 1900년 : 시립 도야마 약업 학교(市立富山藥業學校)로 개칭.
- 1907년 : 도야마현립 약업 학교(富山縣立藥業學校)로 개칭.
- 1909년 : 도야마 현립 약학 전문학교로 승격.
- 1920년 : 관립(국립) 도야마 약학 전문학교로 승격.
- 1949년 : 도야마 대학 약학부가 됨.

- 1873년 : 니카와 현(新川縣)이 초등학교 교원을 양성하도록 니카와 현 강습소(新川縣講習所)를 설립.
- 1875년 : 니카와 현 사범학교(新川縣師範學校)로 발족.
- 1876년 : 니카와 현이 이시카와현에 통합됨.
- 1877년 : 이시카와 현 제2 사범학교(石川縣第二師範學校)로 개칭.
- 1881년 : 이시카와 현 도야마 사범학교(石川縣富山師範學校)로 개칭.
- 1883년 : 도야마현이 이시카와 현에서 독립. 도야마 현 도야마 사범학교(富山縣富山師範學校)로 개칭.
- 1886년 : 도야마 현 심상 사범학교로 개칭.
- 1898년 : 도야마 현 사범학교로 개칭.
- 1917년 : 남자 사범학교와 여자 사범학교를 분리.
- 1943년 : 남자 사범학교를 여자 사범학교와 통합. 관립 도야마 사범학교로 승격.
- 1949년 : 도야마 대학 교육학부가 됨.

- 1925년 : 도야마 현립 실업보습학교 교원 양성소(富山縣立實業補習學校敎員養成所) 설립.
- 1932년 : 폐교.
- 1936년 : 도야마 현립 청년학교 교원 양성소(富山縣立靑年學校敎員養成所) 설립.
- 1944년 : 관립 도야마 청년 사범학교로 승격.
- 1946년 : 현 다테야마정(立山町)로 이전.
- 1949년 : 도야마 대학 교육학부가 됨.

도야마 고등학교는 상인의 처 바바 하루(馬場はる)의 기부 100만엔(당시)에 의해 설립되었다.
1943년에 도야마 현립학교에서 관립(국립)학교로 변경되었다.
- 1923년 : (도야마 현립) 도야마 고등학교 설립 인가 (7년제: 심상과 4년, 고등과 3년).
- 1924년 : 심상과 개교.
- 1925년 : 고등과 개교.
- 1943년 : 관립 도야마 고등학교가 됨 (3년제: 심상과 폐지).
- 1949년 : 도야마 대학 문리학부가 됨.

다카오카 공업 전문학교의 기원은 1924년에 설립된 다카오카 고등 상업학교(高岡高等商業學校)이다. 전쟁으로 인해 1944년에 공업 전문학교로 전환되었다.
- 1924년 : 다카오카 고등 상업학교 설립.
- 1940년 : 동아과(東亞科)를 설치.
- 1944년 : 다카오카 공업 전문학교로 전환.
  - 학과: 기계과, 화학공업과, 전기과, 금속공업과.
- 1949년 : 도야마 대학 공학부가 됨.
  - 상업학교는 문리학부 경제학과(1953년 경제학부)로서 부흥했다.

## 캠퍼스

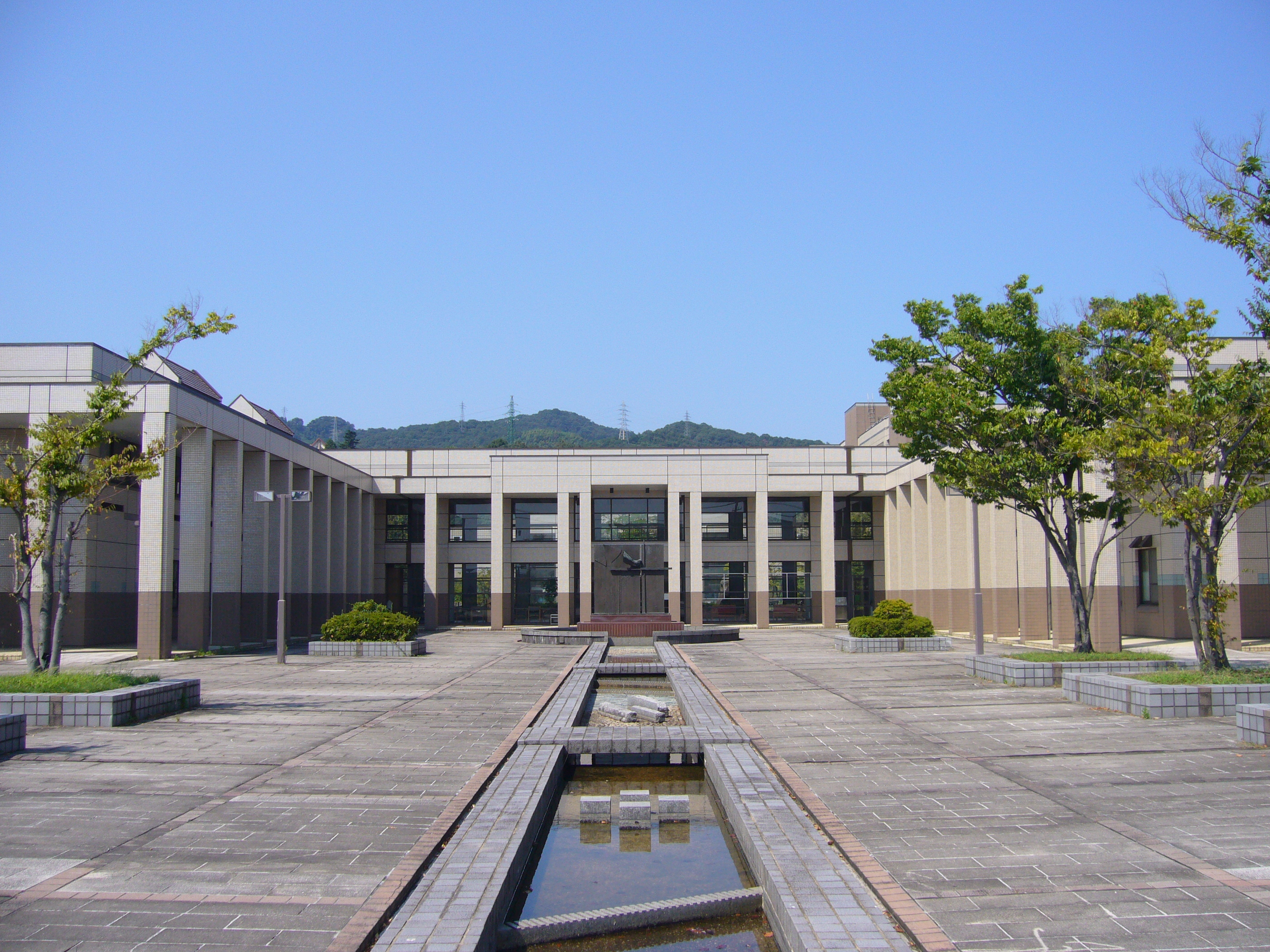
다카오카 캠퍼스

- 고후쿠(五福) 캠퍼스: 대학 본부 캠퍼스.
- 도야마현 도야마시 고후쿠(五福) 3190.
- 스기타니(杉谷) 캠퍼스: 의학부, 약학부 캠퍼스.
- 도야마 현 도야마 시 스기타니(杉谷) 2630.
- 다카오카(高岡) 캠퍼스: 예술문화학부 캠퍼스.
- 도야마 현 다카오카시 후타가미 초(二上町) 180.

## 조직

### 학부
- 인문학부
- 인간발달과학부
- 경제학부
- 이학부
- 의학부
- 약학부
- 공학부
- 예술문화학부

### 대학원
- 인문과학 연구과 (석사 과정)
- 교육학 연구과 (석사 과정)
- 경제학 연구과 (석사 과정)
- 의학계 연구과 (석사/박사 과정)
- 약학 연구과 (석사/박사 과정)
- 이공학 연구과 (석사/박사 과정)

### 부속기관
- 도서관
- 부속 병원
- 와칸(和漢: 일본과 중국의 전통적) 의·약학 종합 연구소 (일본어: 和漢医薬学総合研究所, Institute of Natural Medicine)
- 인간발달과학부 부속 학교 (유치원, 초등학교, 중학교, 특별지원학교)